# Бобино (Новгородская область)
Бобино — деревня без постоянного населения в Боровичском муниципальном районе Новгородской области, относится к Волокскому сельскому поселению.

## География и транспорт
Деревня находится на правом берегу реки Мсты. На противоположном берегу реки, территория Котовского сельского поселения Окуловского муниципального района.
Бобино расположено в 11 км к западу от административного центра сельского поселения — деревни Волок. В деревню есть автодорога из Волока.

## История
С августа 1927 года, деревня Солохинского сельсовета новообразованного Боровичского района новообразованного Боровичского округа в составе переименованной из Северо-Западной в Ленинградскую области. В ноябре 1928 года Солохинский сельсовет был переименован в Бобинский. По постановлению ЦИК и СНК СССР от 23 июля 1930 года Боровичский округ был упразднён, а район перешёл в прямое подчинение Леноблисполкому.
Во время неудавшейся всесоюзной реформы по делению на сельские и промышленные районы и парторганизации, в соответствии с решениями ноябрьского (1962 года) пленума ЦК КПСС «о перестройке партийного руководства народным хозяйством» с 10 декабря 1962 года и сельсовет и деревня вошли в крупный Боровичский сельский район, а 1 февраля 1963 года административный Боровичский район был упразднён. Решением Новгородского облисполкома № 496 от 24 августа 1963 года Бобинский сельсовет был упразднён, а деревня Бобино вошла в состав Волокского сельсовета. Пленум ЦК КПСС, состоявшийся 16 ноября 1964 года, восстановил прежний принцип партийного руководства народным хозяйством, после чего Указом Верховного Совета РСФСР от 12 января 1965 года сельские районы были преобразованы вновь в административные районы и решением Новгородского облисполкома от 12 января 1965 года и Волокский сельсовет и деревня вновь в Боровичском районе.
После прекращения деятельности Волокского сельского Совета в начале 1990-х стала действовать Администрация Волокского сельсовета, которая была упразднена с 1 января 2006 года на основании постановления Администрации города Боровичи и Боровичского района от 18 октября 2005 года и деревня Бобино, по результатам муниципальной реформы входит в состав муниципального образования — Волокское сельское поселение Боровичского муниципального района (местное самоуправление), по административно-территориальному устройству подчинена администрации Волокского сельского поселения Боровичского района.

## Население
| 1989 | 2002 | 2006 | 2008 | 2009 | 2010 |
| ---- | ---- | ---- | ---- | ---- | ---- |
| 0    | →0   | →0   | →0   | →0   | →0   |